# بروتیبونی
بروتّیبونی (انگلیسی: Bruttiboni) یک نوع بیسکویت است که در شهر پراتو در مرکز ایتالیایی تهیه می‌شود و مواد اصلی آن را فندق یا بادام تشکیل می‌دهد. معنی تحت‌الفظی بروتّیبونی «زشت اما خوب» است. این نوع کلوچه ترکیبی از مرنگ با آجیل بو داده شده‌است.